# Mieczysław Godycki-Ćwirko
Mieczysław Józef Ćwirko-Godycki (ur. 1878, zm. 26 maja 1923 w Janowcu) – polski inżynier komunikacji.
Absolwent Instytutu Inżynierów Komunikacji w Petersburgu. Uczestniczył w budowie dróg i kolei na terenie południowej Rosji i Krymu.
Pochowany na cmentarzu parafialnym w Janowcu.

## Rodzina
Syn Feliksa (1838-1915) i Zofii z Karpińskich (1849-1927). Ożenił się z ziemianką Zofią z Kiełczewskich.